# Argobba jezik
Argobba jezik (ISO 639-3: agj), jezik južne skupine etiopskih jezika kojim govori 10 900 ljudi (1994) od 62 831 (1994, popis) etničkih Argobba u Etiopiji.
Najsrodniji mu je jezik mu amhara, kojim danas govore mnogi Argobbe blizu Ankobera. Oni što žive kod Harara govore jezikom oromo. Najčišći argobbe govori se u Shonkeu i T’allahi

## Vanjske poveznice
- Ethnologue (14th)
- Ethnologue (15th)